# Parafia św. Franciszka z Asyżu w Świebodzicach
Parafia św. Franciszka z Asyżu w Świebodzicach – znajduje się w dekanacie świebodzickim w diecezji świdnickiej.

## Historia parafii
Erygowana 3 maja 1972 r.
Od 1966 przy kościele św. Franciszka z Asyżu w Świebodzicach funkcjonował Samodzielny Ośrodek Duszpasterski.

### Duszpasterze
- ks. Stanisław Jakubowski – administrator parafii w latach 1966–1971 (zm. 11.02.2006)
- ks. Daniel Dąbrowski – rektor, administrator, proboszcz parafii w latach 1971–1988 (zm. 10.10.1988, pochowany na cmentarzu przy kościele)
- ks. Kazimierz Wojtoń – proboszcz parafii w latach 1988–1990
- ks. Mieczysław Szymański – proboszcz parafii w latach 1990–2002 (zm. 12.01.2005)
- ks. dr Dariusz Danilewicz – proboszcz parafii w latach 2002–2009
- ks. Andrzej Białek – proboszcz parafii od 2009 – obecnie

Powołania Kapłańskie:
- ks. Krzysztof Iskra; ks. Andrzej Franków